# Lomnice (ort i Tjeckien, Karlovy Vary)
Lomnice är en ort i Tjeckien.   Den ligger i regionen Karlovy Vary, i den västra delen av landet, 130 km väster om huvudstaden Prag. Lomnice ligger 432 meter över havet och antalet invånare är 1 138.
Terrängen runt Lomnice är varierad. Runt Lomnice är det ganska tätbefolkat, med 134 invånare per kvadratkilometer. Närmaste större samhälle är Sokolov, 3,4 km söder om Lomnice. Runt Lomnice är det i huvudsak tätbebyggt.